# Comuna Bivolari, Iași
Bivolari este o comună în județul Iași, Moldova, România, formată din satele Bivolari (reședința), Buruienești, Soloneț, Tabăra și Traian.

## Așezare
Comuna se află pe malul drept al Prutului, în extremitatea nord-estică a județului, la limita cu județul Botoșani și la granița cu raionul Fălești din Republica Moldova. Este traversată de șoseaua națională DN24C, care leagă Iașiul de orașul Lipcani din Republica Moldova. La Bivolari, din acest drum se ramifică șoseaua județeană DJ282B care duce spre vest la Andrieșeni, Șipote, Plugari și mai departe în județul Botoșani la Prăjeni și Flămânzi.

## Demografie
Componența etnică a comunei Bivolari
     Români (90,06%)
     Alte etnii (9,94%)
Componența confesională a comunei Bivolari
     Ortodocși (89,73%)
     Alte religii (0,24%)
     Necunoscută (10,03%)
Conform recensământului efectuat în 2021, populația comunei Bivolari se ridică la 3.369 de locuitori, în scădere față de recensământul anterior din 2011, când fuseseră înregistrați 4.180 de locuitori. Majoritatea locuitorilor sunt români (90,06%). Din punct de vedere confesional, majoritatea locuitorilor sunt ortodocși (89,73%), iar pentru 10,03% nu se cunoaște apartenența confesională.

## Politică și administrație
Comuna Bivolari este administrată de un primar și un consiliu local compus din 13 consilieri. Primarul, Dumitru Liviu Teodorescu[*], de la Partidul Social Democrat, este în funcție din 2000. Începând cu alegerile locale din 2024, consiliul local are următoarea componență pe partide politice:
|  | Partid                          | Consilieri | Componența Consiliului | Componența Consiliului | Componența Consiliului | Componența Consiliului | Componența Consiliului | Componența Consiliului | Componența Consiliului |
|  | ------------------------------- | ---------- | ---------------------- | ---------------------- | ---------------------- | ---------------------- | ---------------------- | ---------------------- | ---------------------- |
|  | Partidul Social Democrat        | 7          |                        |                        |                        |                        |                        |                        |                        |
|  | Partidul Național Liberal       | 4          |                        |                        |                        |                        |                        |                        |                        |
|  | Alianța pentru Unirea Românilor | 1          |                        |                        |                        |                        |                        |                        |                        |
|  | Uniunea Salvați România         | 1          |                        |                        |                        |                        |                        |                        |                        |

## Istorie
La sfârșitul secolului al XIX-lea, comuna făcea parte din plasa Turia a județului Iași și era formată din târgușorul Bivolari și din satele Bivolari, Buruienești, Soloneț, Chilienești, Tabăra Mănăstirii, Cornu Negru și Bădărăi, având în total 2873 de locuitori, dintre care o treime evrei. În comună funcționau cinci biserici și trei școli cu 148 de elevi (dintre care 33 fete). Anuarul Socec din 1925 o consemnează în plasa Codru, și cu o populație de 4189 de locuitori în satele Bădărăi, Bivolari, Buruenești, Cornu Negru, Silinești, Soloneți și Tabăra și în cătunul Eduțu.
În 1950, comuna a trecut în administrarea raionului Iași din regiunea Iași. În 1968, ea a revenit la județul Iași, reînființat; tot atunci au fost desființate satele Cornu Negru (comasat cu Bivolari) și Silinești (comasat cu Tabăra).

## Monumente istorice

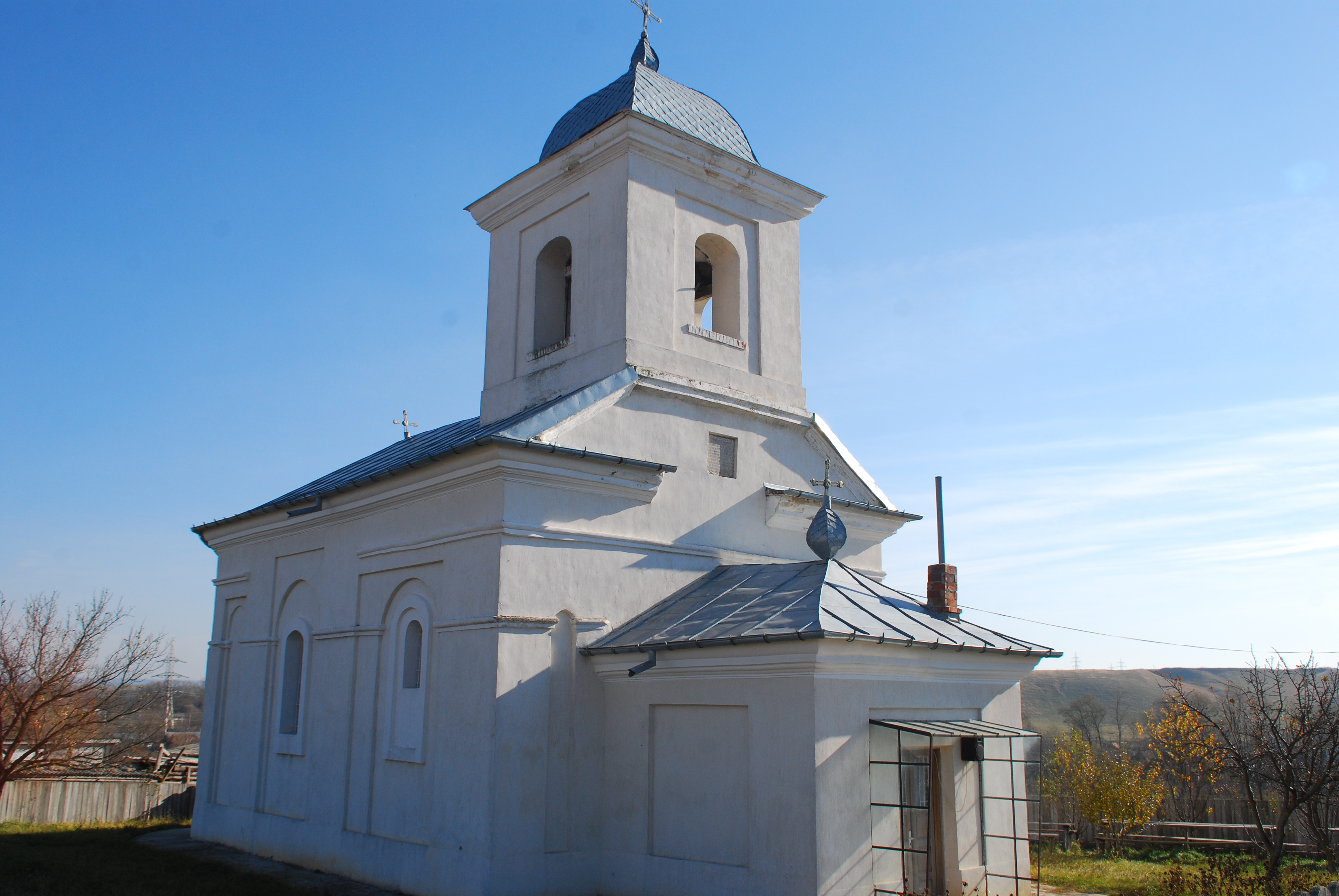
Biserica „Sfântul Ilie” din Soloneț, monument istoric de interes local

Singurul obiectiv din comuna Bivolari inclus în lista monumentelor istorice din județul Iași este biserica „Sfântul Ilie” (1820) din satul Soloneț.

## Personalități născute aici
- Constantin Radu Aliesei  (1952-2004) Pictor
- Corneliu-Gabriel Bădărău (1951-2022) istoric, profesor la Universitatea din Iași
- Margareta Faifer (născută Irimia) (1914-1999)- medic endocrinolog și epigramistă [13]
- Ioan Donisă (n.1929) geograf, a fost profesor la Universitatea din Iași  [14]
- Ioan (Iancu) Grigoraș - preot ortodox, deportat la Lagărul de la Târgu Jiu după ce a luat apărărea evreilor din Bivolari. supuși la violențe în anul 1941, ulterior a fost persecutat în anii 1950 și de autoritățile comuniste [15]
- Constantin Visarion Mândru (1926-1990) biolog, director al Muzeului de Istorie Naturală din Iași[16]
- Vali Moraru (n.1972) - jurnalist sportiv și om de televiziune
- Alecu M.Sturdza (1812-1874)  scriitor francez de origine română [17]
- Alexandru Tzaicu (1883 - 1958), chirurg, primul chirurg care s-a auto-operat de hernie inghinală.

## Alte personalități legate de Bivolari
- Alois Decker (1864-1945) farmacist, ulterior primar al orașului Roman, a fost farmacist-subchirurg la Spitalul din Bivolari în 1891-1900
- Alexandru Bădărau (1859-1925), politician și jurist, primar al orașului Iași, și scriitorul și poetul israelian Yotam Reuveni (1949-2021) au învățat în școala elementară la Bivolari. Istoricul israelian Leon Volovici (1938-2011) a fost în tinerețe, în anii 1962-1964 profesor de limba și literatura română la Bivolari.